# Campeonato Sudamericano de Gimnasia Artística de 2013
El XII Campeonato Sudamericano de Gimnasia Artística se celebró en la ciudad de Santiago (Chile), entre el 2 y el 8 de diciembre de 2013, y fue organizado por la Confederación Sudamericana de Gimnasia (Consugi) y la Federación Deportiva de Gimnasia Chilena (Fedegichi). La sede donde se realizó cada una de las competencias fue, al igual que en 2011, el Gimnasio Chimkowe, ubicado en la comuna de Peñalolén.

## Resultados
Los premiados al final del evento fueron:
Masculinos 
| Evento    | Oro                                       | Plata                               | Bronce                                   |
| --------- | ----------------------------------------- | ----------------------------------- | ---------------------------------------- |
| Suelo     | Tomás González · Chile · 15.500           | Jossimar Calvo · Colombia · 14.867  | Víctor Rosa · Brasil · 14.300            |
| Salto     | Tomás González Sepúlveda · Chile · 15.100 | Tomás González · Chile · 14.900     | Jossimar Calvo · Colombia · 14.700       |
| Anillas   | Enrique Medina Flores · Brasil · 15.700   | Juan Raffo Federico Molinari 15.400 | Jossimar Calvo · Colombia · 14.750       |
| Paralelas | Jossimar Calvo · Colombia · 15.900        | Jorge Giraldo · Colombia · 15.100   | Tomás González Petrix Agiar 14.750       |
| Barra     | Jossimar Calvo · Colombia · 14.400        | Lucas De Souza · Brasil · 14.300    | Osvaldo Martínez Erazun Argentina 14.100 |
| Arzones   | Jorge Giraldo · Colombia · 14.750         | Felipe Arawaka · Brasil · 14.650    | Lucas De Souza · Brasil · 14.250         |

Femenino 
| Evento    | Oro                                 | Plata                            | Bronce                           |
| --------- | ----------------------------------- | -------------------------------- | -------------------------------- |
| Salto     | Sandra Collantes · Perú · 14.300    | Leticia Lima · Brasil · 13.950   | Martina Castro · Chile · 13.883  |
| Viga      | Isabelle Retamiro · Brasil · 13.550 | Isabella Amado · Panamá · 13.300 | Sandra Collantes · Perú · 12.950 |
| Paralelas | Sandra Collantes · Perú · 12.700    | Simona Castro · Chile · 12.650   | Leticia Lima · Brasil · 12.550   |
| Suelo     | Mariana Valentín · Brasil · 13.700  | Sandra Collantes · Perú · 13.400 | Leticia Lima · Brasil · 13.000   |

All around 
| Evento    | Oro                                | Plata                           | Bronce                            |
| --------- | ---------------------------------- | ------------------------------- | --------------------------------- |
| Masculino | Jossimar Calvo · Colombia · 87.550 | Tomás González · Chile · 87.400 | Jorge Giraldo · Colombia · 86.000 |
| Femenino  | Sandra Collantes · Perú · 54.050   | Leticia Lima · Brasil · 52.150  | Simona Castro · Chile · 51.750    |